# Behles Bus
Die Behles Bus GmbH ist ein familiengeführtes Busunternehmen mit Sitz in Kirchheimbolanden (Rheinland-Pfalz). Zur Unternehmensgruppe gehören neben der Behles Bus noch die Tochterunternehmen Busverkehr Zipper (Grünstadt), Verkehrsbetriebe Leininger Land (Grünstadt) und Krauss & Wolff Reisen (Kirchheimbolanden). Insgesamt besitzt das Unternehmen 214 Busse (davon 74 Kleinbusse) und beschäftigt 256 Mitarbeiter.
Das Unternehmen betreibt hauptsächlich Buslinien als Subunternehmer für andere Verkehrsbetriebe. Allerdings konnte das Unternehmen im Jahr 2017 die Ausschreibung für das Linienbündel Donnersbergkreis gewinnen und sich damit gegen den bisherigen Betreiber, die Omnibusverkehr Rhein-Nahe, für die sie bisher als Subunternehmer gefahren ist, durchsetzen. Seitdem betreibt das Unternehmen den gesamten Linienverkehr in diesem Landkreis mit insgesamt 3,2 Millionen Fahrplankilometern eigenverantwortlich. Gefahren wird vor allem mit Bussen des Typs Mercedes-Benz Citaro der neuesten Generation in der Low-Entry-Version. Außerdem kommen außerhalb der Hauptverkehrszeiten häufig Kleinbusse zum Einsatz, z. B. Mercedes-Benz Vario, Mercedes-Benz Sprinter sowohl in der City- als auch in der Transfer-Version oder seltener Ford Transit.

## Buslinien im Donnersbergkreis
| Linie | Verlauf | Hinweis                                         |
| ----- | --- | ----------------------------------------------- |
| 900   | Kirchheimbolanden – Donnersberg – Winnweiler | Ausflugsbus mit Fahrradtransport, nur im Sommer |
| 901   | Rockenhausen – Ruppertsecken – Dannenfels – Kirchheimbolanden | Stundentakt                                     |
| 902   | Gaugrehweiler – Oberhausen an der Appel – Kriegsfeld – Oberwiesen – Orbis – Kirchheimbolanden – Bolanden – Marnheim – Göllheim – Kerzenheim – Eisenberg (Pfalz)                               |                                                 |
| 903   | (Rockenhausen – Imsweiler – Schweisweiler – ) Winnweiler – (wechselnde Bedienung verschiedener Orte mit jeder Fahrt) – Kirchheimbolanden                                                      |                                                 |
| 904   | Kirchheimbolanden – Bischheim – Rittersheim – Gauersheim – Stetten – Albisheim – Immesheim – Zellertal – Bubenheim – Ottersheim – Rüssingen – Göllheim                                        |                                                 |
| 905   | zwei verschiedene Linien unter einer Liniennummer: Imsbach – Falkenstein (Pfalz) – Winnweiler Winnweiler – Alsenbrück – Münchweiler an der Alsenz – Gonbach – Lohnsfeld – Wartenberg-Rohrbach |                                                 |
| 906   | vereinzelte Zubringerfahrten zu den Schulen in Kirchheimbolanden und Rockenhausen | nur an Schultagen                               |
| 907   | Kirchheimbolanden – Morschheim – Bischheim – Rittersheim – Gauersheim – Stetten – Ilbesheim – Kirchheimbolanden                                                                               |                                                 |
| 908   | Alsenz – Oberndorf – Mannweiler-Cölln – Bayerfeld-Steckweiler – Dielkirchen – Katzenbach – Rockenhausen                                                                                       |                                                 |
| 911   | Winnweiler – Lohnsfeld – Höringen – Schweisweiler – Gehrweiler – Gundersweiler – Rockenhausen                                                                                                 |                                                 |
| 912   | Rockenhausen – Dörrmoschel – Reichsthal – Seelen – Rathskirchen – Nußbach |                                                 |
| 913   | Rockenhausen – Dörrmoschel – Teschenmoschel – Bisterschied – Schönborn – Ransweiler – Stahlberg – Waldgrehweiler – Finkenbach-Gersweiler – Schiersfeld                                        |                                                 |
| 914   | Rockenhausen – Würzweiler – Gerbach – Sankt Alban – Gaugrehweiler – Oberhausen an der Appel – Münsterappel – Niederhausen – Winterborn – Kalkofen – Alsenz                                    |                                                 |
| 915   | Waldgrehweiler – Finkenbach-Gersweiler – Schiersfeld – Sitters – Obermoschel – Unkenbach – Niedermoschel – Alsenz                                                                             |                                                 |
| 917   | Stadtbus Eisenberg (Pfalz) 1 |                                                 |
| 918   | Stadtbus Eisenberg (Pfalz) 2 |                                                 |
| 919   | Nachtbus Donnersbergkreis (Bedienung fast aller Orte im Donnersbergkreis ab Bhf Münchweiler/Alsenz)                                                                                           | nur im Winterhalbjahr                           |
| 920   | Kirchheimbolanden – Bolanden – Marnheim – Dreisen – Göllheim – Kerzenheim – Eisenberg (Pfalz)                                                                                                 | RegioLinie (Stundentakt)                        |
| 921   | Monsheim – Wachenheim – Mölsheim – Zellertal – Einselthum – Albisheim (Pfrimm) – Marnheim – Kirchheimbolanden                                                                                 | Stundentakt                                     |
| 922   | Kirchheimbolanden – Orbis – Oberwiesen – Kriegsfeld – Mörsfeld |                                                 |
| 925   | Stadtbus Rockenhausen 1 |                                                 |
| 926   | Stadtbus Rockenhausen 2 |                                                 |
| 927   | Stadtbus Kirchheimbolanden 1 |                                                 |
| 928   | Stadtbus Kirchheimbolanden 2 |                                                 |
| 929   | Stadtbus Kirchheimbolanden 3 |                                                 |